# Lăng Can
Lăng Can là thị trấn huyện lỵ của huyện Lâm Bình, tỉnh Tuyên Quang, Việt Nam.

## Địa lý
Thị trấn Lăng Can nằm ở trung tâm huyện Lâm Bình, có vị trí địa lý:
- Phía đông giáp xã Thượng Lâm và huyện Na Hang
- Phía tây giáp xã Bình An và xã Xuân Lập
- Phía nam giáp xã Thổ Bình và xã Phúc Sơn
- Phía bắc giáp xã Phúc Yên và xã Khuôn Hà.

Thị trấn Lăng Can có diện tích 73,33 km², dân số năm 2020 là 8.373 người, mật độ dân số đạt 114 người/km².

## Hành chính
Thị trấn Lăng Can được chia thành 11 tổ dân phố: Bản Kè, Bản Khiển, Đon Bả, Khau Quang, Làng Chùa, Nà Khà, Nà Mèn, Nặm Chá, Nặm Đíp, Phai Tre A, Phai Tre B.

## Lịch sử
Trước đây, Lăng Can là một xã thuộc huyện Na Hang.
Năm 1957, xã Lăng Can được chia thành 3 xã: Lăng Can, Phúc Yên và Thượng Yên.
Ngày 22 tháng 5 năm 1969, Bộ Nội vụ ban hành Quyết định số 269-NV. Theo đó, sáp nhập xã Thượng Yên trở lại xã Lăng Can.
Ngày 13 tháng 2 năm 1987, Hội đồng Bộ trưởng ban hành Quyết định số 28-HĐBT. Theo đó, chia xã Lăng Can thành hai xã Lăng Can và Xuân Lập.
Xã Lăng Can còn lại 7.003 ha diện tích tự nhiên và 2.534 người.
Ngày 25 tháng 1 năm 2006, Chính phủ ban hành Nghị định số 14/2006/NĐ-CP. Theo đó, điều chỉnh 349 người của xã Phúc Yên về xã Lăng Can quản lý.
Sau khi điều chỉnh, xã Lăng Can có 7.293 ha diện tích tự nhiên và 4.161 người.
Ngày 28 tháng 1 năm 2011, Chính phủ ban hành Nghị quyết số 07/NQ-CP. Theo đó, chuyển toàn bộ 7.343,48 ha diện tích tự nhiên và 4.797 người của xã Lăng Can về huyện Lâm Bình mới thành lập. Huyện lỵ huyện Lâm Bình đặt tại xã Lăng Can.
Ngày 27 tháng 4 năm 2021, Ủy ban Thường vụ Quốc hội ban hành Nghị quyết số 1262/NQ-UBTVQH14 (nghị quyết có hiệu lực từ ngày 1 tháng 7 năm 2021). Theo đó, thành lập thị trấn Lăng Can, thị trấn huyện lỵ của huyện Lâm Bình trên cơ sở toàn bộ 73,33 km² diện tích tự nhiên và 8.373 người của xã Lăng Can.
Ngày 4 tháng 8 năm 2021, UBND tỉnh Tuyên Quang ban hành Quyết định số 1095/QĐ-UBND về việc:
- Chuyển thôn Bản Kè thành tổ dân phố Bản Kè.
- Chuyển thôn Bản Khiển thành tổ dân phố Bản Khiển.
- Chuyển thôn Đon Bả thành tổ dân phố Đon Bả.
- Chuyển thôn Khau Quang thành tổ dân phố Khau Quang.
- Chuyển thôn Làng Chùa thành tổ dân phố Làng Chùa.
- Chuyển thôn Nà Khà thành tổ dân phố Nà Khà.
- Chuyển thôn Nà Mèn thành tổ dân phố Nà Mèn.
- Chuyển thôn Nặm Chá thành tổ dân phố Nặm Chá.
- Chuyển thôn Nặm Đíp thành tổ dân phố Nặm Đíp.
- Chuyển thôn Phai Tre A thành tổ dân phố Phai Tre A.
- Chuyển thôn Phai Tre B thành tổ dân phố Phai Tre B.

Thị trấn Lăng Can có 11 tổ dân phố: Bản Kè, Bản Khiển, Đon Bả, Khau Quang, Làng Chùa, Nà Khà, Nà Mèn, Nặm Chá, Nặm Đíp, Phai Tre A, Phai Tre B.